# A Mikronéziai Szövetségi Államok zászlaja
A Mikronéziai Szövetségi Államok zászlajában a kék szín a Csendes-óceánt idézi, a csillagok az államszövetséget alkotó szigetcsoportokra utalnak.

## Mikronézia államai
1974-től a Karolina-szigetek (Chuuk, Kosrae, Palau, Pohnpei és Yap) az USA gyámsági területéhez tartoztak. Palau nem csatlakozott az 1979-ben megalakított Mikronéziai Szövetségi Államokhoz. Noha a szövetséget alkotó négy tagállam meghatározta zászlóinak arányait, az Egyesült Államokban szabványos 2:3 és 3:5 arányú darabokat gyártanak.

## Chuuk

Chuuk zászlaja

A kék a békét, a 38 csillag a 38 helyi önkormányzatot, a középen megjelenő kókuszpálma pedig a helyi mezőgazdaságot jelképezi.

## Kosrae

Kosrae zászlaja

A kék a Csendes-óceánt jelképezi. A fafa (sulykolókő) a helyi kultúrát, szokásokat, tudást és jólétet jelenti. Az olajágak az állam, az önkormányzatok és a nép békéjét és egységét fejezik ki. A négy csillag a négy legnagyobb önkormányzatra utal.

## Pohnpei

Pohnpei zászlaja

A fél kókuszhéj a szakau-csésze (a szakau helyi ital, kávagyökérből és hibiszkusz-kéregből vonják ki és a tradicionális szertartásokon fogyasztják). A csillagok az önkormányzatra utalnak. A kókuszágak azt jelképezik, hogy a nép jóléte milyen nagy mértékben függ a kókusztól.

## Yap

Yap zászlaja

A kék a Csendes-óceánt, a fehér a békét és a testvériséget jelképezi. Az erősen stilizált vitorlás csónak az eredmények elérését szimbolizálja. A nagy kör az egység, a kis kör pedig az állam és a nép jelképe. A csillag az irányítás, illetve az állam céljainak szimbóluma.

## További információ
- A Mikronéziai Szövetségi Államok zászlaja a Világ zászlói (Flags of the World) weboldalon